# Jan Weslien
Jan Weslien, född 1954, är en svensk skoglig doktor (1989).
Weslien är forskare verksam vid Skogforsk och  adjungerad professor i naturvårdsbiologi och invaldes 2005 som ledamot av Kungliga Skogs- och Lantbruksakademien.